# Нікулін Микола Миколайович
Микола Миколайович Нікулін (рос. Николай Николаевич Никулин; 7 квітня 1923, село Погорелка, Мологський повіт Ярославської губернії — 19 березня 2009, Санкт-Петербург) — радянський та російський мистецтвознавець, провідний науковий співробітник і член Ученої ради Державного Ермітажу. Спеціалізувався на західноєвропейському мистецтві, зокрема Північному Відродженні та живопису Нідерландів.
Учасник Другої світової війни, письменник, член-кореспондент Російської академії мистецтв (1991).

## Ранні роки
Народився 7 квітня 1923 в селі Погорелка Мологського повіту Ярославської губернії (нині — Рибинського району Ярославської області). Походив з родини корінних російських інтелігентів. У 1927 сім'я Нікуліних оселилася в Ленінграді, згодом пішов до школи на Мойці, а в 1941 закінчив десятий клас середньої школи.

## Війна
З початком німецько-радянської війни, 27 червня 1941, добровільно записався в ополчення. Був направлений до школи зв'язківців.
У листопаді 1941 опинився на Волховському фронті у 883-му корпусному артилерійському полку, згодом перейменованому в 13-й гвардійський. У його складі брав участь у наступі під Волховом, в боях під Кірішами, Погост'єм та у Погостінському мішку. Влітку 1943 у складі першого батальйону 1067-го полку 311-ї стрілецької дивізії брав участь у Мгінській наступальній операції. Із вересня 1943 воював у 48-й гвардійській артилерійській бригаді. Брав участь у боях за станцію Медведь, міста Псков, Тарту, Лібава. На початку 1945 частина була перекинута під Варшаву, звідки рушила на Данціґ. Перемогу зустрів у Берліні у званні гвардії сержанта.
Під час війни закінчив снайперські курси, був командиром відділення автоматників, коригувальником артилерійського вогню та навідником 45-мм протитанкової гармати, старшиною санітарної роти. Брав участь у прориві та знятті блокади Ленінграду. Отримав чотири легких поранень та одну контузію.
За проявлену на війні мужність нагороджено орденами Вітчизняної війни I ступеня (1985), Червоної Зірки (28 травня 1945), двома медалями «За відвагу» (29 червня та 14 серпня 1944), медалями «За оборону Ленінграда», «За визволення Варшави», «За взяття Берліна» та іншими нагородами.

## Повоєнний період
Після демобілізації у листопаді 1945 поступив на історичний факультет Ленінградського Державного університету. Тодішній ректор Мавродін дозволив Нікуліну, що запізнився до вступної компанії, здати іспити.
Під час навчання особливий вплив на нього справив історик мистецтва, художній критик та мистецтвознавець М. М. Пунін. Микола Нікулін виявився серед небагатьох студентів, хто наважився підтримати вчителя в найважчий для нього період. Починаючи з 4-го курсу університету долучався до роботи в Державному Ермітажі як екскурсовод. У 1950 з відзнакою закінчив університет.

## Робота в Ермітажі та творча діяльність
Із серпня 1949 працює в Державному Ермітажі. Спочатку у науково-просвітницькому відділі — був екскурсоводом. У 1950 вступив до аспірантури Ермітажу. 1954 стає науковим співробітником одного з провідних наукових відділів — відділу західноєвропейського мистецтва, згодом зберігачем колекції нідерландської живопису. 1957 успішно закінчив аспірантуру при Ермітажі та захистив дисертацію на здобуття наукового ступеня кандидата мистецтвознавства на тему: «Деякі проблеми творчості Пітера Брейгеля Старшого». Учень та колега мистецтвознавців — В. Ф. Левінсона-Лессінга, М. В. Доброклонського та інших.
Починаючи з 1965, викладав на факультеті теорії та історії мистецтв, а пізніше керував кафедрою в Інституті живопису, скульптури та архітектури ім. І. Рєпіна, мав учнів.
Автор та співавтор близько 200 наукових статей, каталогів та альбомів з мистецтва Західної Європи XV—XVIII ст, серед яких фундаментальний каталог нідерландської колекції, що вийшов у видавництві «Аврора» у 1972, а також «Німецький та австрійський живопис XV—XVIII століть»; організатор багатьох виставок з живопису.
У вільний час захоплювався книгами та старовинною музикою.

## Публікації
М. М. Нікулін автор понад 160 статей, книг, каталогів, підручників та навчальних посібників, серед них:
- «Деталі картин Ермітажу. Пейзаж в західноєвропейському живопису XV—XVI століть» (1959)
- «Нотатки про творчість Пітера Брейгеля Старшого» (1961)
- «Рогір ван дер Вейден. Лука, який малює Мадонну» (1964)
- «Нідерландський живопис XV—XVI століть в Ермітажі». Нарис-путівник (1973)
- «Золоте століття нідерландського живопису» (1981)
- «Нідерландське мистецтво XV—XVI століть в музеях СРСР» (1987)
- «Німецьке мистецтво в Ермітажі» (1987)
- «Антон Рафаель Менгс» (1989)
- «Німецький та австрійський живопис XV—XVIII століть». Ермітаж (1989)
- «Якоб Філіпп Хаккерт» (1998)

Також його перу належать численні статті у наукових журналах різних країн.

## Книга «Воспоминания о войне»

М. М. Нікулін
У 1975 Микола Миколайович написав книгу «Спогади про війну» (рос. «Воспоминания о войне»). За рівнем впливу на читача ця книга стоїть в ряду з найкращими антивоєнними творами світової літератури.
|                       | Мої записки не призначалися для публікації. Це лише спроба звільнитися від минулого… Я звернувся до паперу, щоб вишкребти із закутків пам'яті гидоту, що глибоко там засіла, каламуть і свинство, щоб звільнитися від спогадів, які пригнічують мене. Спроба напевно безуспішна, безнадійна… Ці записки глибоко особисті, написані для себе, а не для стороннього ока, і від цього вкрай суб'єктивні. |
| — Із передмови автора | |

Наприкінці 1990-х років фрагменти книги опублікував петербурзький військово-історичний журнал «Новый Часовой». Тяжко хворий Нікулін, незважаючи на вмовляння близьких та колег, категорично відмовлявся публікувати її повністю. Пізніше він погодився і Ермітаж у 2007 та 2008 раках випустив мемуари двома малими тиражами. Незважаючи на це, книга справила в суспільстві враження бомби, що розірвалася.
| | …тихий і витончений професор, виступає як жорсткий та жорстокий мемуарист. Він написав книгу про Війну. Книгу сувору й страшну. Читати її боляче. Боляче тому, що в ній дуже неприємна правда. Істина про війну складається з різних правд. Вона в кожного своя. У кого — радісна, у кого — трагічна, у кого — повна божественного сенсу, у кого — банально порожня. Але для того, щоб нести людям свою особисту правду, треба мати на це право. |
| — Михайло Борисович Піотровський, із передмови до 2-го видання «Воспоминания о войне». Видавництво Державного Ермітажу | |

## Останні роки
Все життя був безпартійним. Жив у маленький квартирі на околиці міста. Останні місяці не виходив з дому, майже не вставав з ліжка, почуваючи себе дуже погано, говорив насилу. Помер 19 березня 2009 у Санкт-Петербурзі, похований на Смоленському кладовищі.

## Сім'я
- батько — Нікулін Микола Олександрович (1886—1931), народився в Бєлгороді, закінчив природне відділення фізико-математичного та юридичного факультетів Санкт-Петербурзький Імператорський університет, під час Першої світової війни служив фельдшером, потім був вчителем у Рибинський волості
- мати — Нікуліна (Вауліна) Лідія Сергіївна (1886—1978), випускниця Бестужевських курсів
- дружина — Григор'єва Ірина Сергіївна (1930 року нар.), завідувач відділенням малюнка у відділі історії західноєвропейського мистецтва Ермітажу
- син — Нікулін Володимир Миколайович (1959 р. нар.), працює в Інституті ядерної фізики РАН
- дочка — Нікуліна Лідія Миколаївна (1961 р. нар.)
- Чотири онуки[12]